# Vladimir Gluščević
Vladimir Gluscevic (Kotor, Montenegro, 20 de octubre de 1979) es un futbolista montenegrino. Juega de delantero y su equipo actual es el Hapoel Haifa de Israel. Su hermano Igor Gluščević fue jugador del Sevilla CF y del Extremadura UD entre otros.

## Trayectoria
Gluscevic nació en Kotor (Montenegro), mide 1,91 y pesa 84 kilos. Gluscevic juega de delantero centro y comenzó su carrera profesional en el FK Mogren en el año 1999. En el año 2003 pasó al Sparta de Praga. Las dos siguientes temporadas las disputó en el Buducnost y el RAD de Belgrado. Entre las temporadas 2005 a 2008 jugó en el Timisoara, de donde pasó el FK Mogren de donde llegó al Albacete Balompié. Era el segundo máximo goleador de la liga de Montenegro con 11 tantos.

## Clubes
| Club                      | País            | Año       |
| ------------------------- | --------------- | --------- |
| FK Mogren                 | Montenegro      | 1999-2003 |
| Sparta de Praga           | República Checa | 2003-2004 |
| FK Budućnost Podgorica    | Montenegro      | 2004-2005 |
| FK Borac Čačak            | Serbia          | 2004-2005 |
| FK Rad                    | Serbia          | 2005-2006 |
| Politehnica AEK Timişoara | Rumanía         | 2006-2007 |
| FK Mogren                 | Montenegro      | 2007-2010 |
| Albacete Balompié         | España          | 2011      |
| FK Mogren                 | Montenegro      | 2011      |
| Hapoel Haifa              | Israel          | 2011-     |